# Britney: For the Record
Britney: For the Record es un documental de la cantante estadounidense Britney Spears, dirigido por Phil Griffin. El documental de 60 minutos muestra una introspección de la vida de Spears en los últimos años y su regreso a la música. 
El documental fue estrenado el 30 de noviembre de 2008 en los  Estados Unidos, dos días antes del lanzamiento de su sexto álbum de estudio, Circus, por MTV y fue visto por más de 3.7 millones de espectadores de acuerdo al canal. El documental fue estrenado en el Reino Unido, Francia y en una edición especial subtitulada al español en Sony Entertainment Television para toda Latinoamérica el primero de diciembre. Su estreno en Australia fue el 2 de diciembre.
El primer tráiler promocional fue colocado exclusivamente en MTV.com el 9 de octubre de 2008. Los promocionales se estrenaron en televisión el 17 de octubre en los Estados Unidos y el 20 de octubre a nivel mundial. El rodaje principal se inició el 5 de septiembre de 2008, dos días antes de la aparición de Spears en los MTV Video Music Awards.
For the Record fue grabado en su totalidad en Beverly Hills, Hollywood, New York y en Los Ángeles, California durante el tercer cuarto de 2008. Las primeras impresiones del documental por parte de los críticos han sido positivas.

## Sinopsis
El documental revela los momentos más íntimos de Spears, desde el comienzo de su tan publicitada recaída, hasta cómo regresó a los escenarios. También reflexiona sobre decisiones tomadas en el pasado, diciendo "Soy una persona inteligente... ¿en qué diablos estaba pensando?". For the Record incluye imágenes de su aparición en los MTV Video Music Awards 2008, entrando al estudio de grabación, a las filmaciones de sus videos "Womanizer" y "Circus" -canciones de su sexto álbum de estudio- a los ensayos y conferencias de prensa. Madonna también hace una aparición especial.
Spears también habló acerca de lo que siente sobre la custodia que su padre posee y cómo ve su vida, diciendo "No hay emoción, no hay pasión...Tengo días muy buenos, y luego tengo días malos. Aun cuando vas a la cárcel, sabes que hay un día en el cual saldrás libre. Pero en esta situación, nunca terminará, es como el "Día de la Marmota" todos los días." Spears añadió "Creo que hay mucho control, si no estuviera bajo todas las restricciones en las que estoy, me sentiría más liberada. Cuando les digo lo que siento, es como si me oyeran pero en realidad no me están escuchando. Nunca me quise convertir en uno de esas personas prisioneras. Siempre quise sentirme libre."
La cantante también comentó acerca de sus fanáticos y su estilo de música. "Es extraño, porque tu música es el reflejo de las cosas por las que estás pasando", dice. "Es una gran parte de mí, este álbum, por lo que he vivido."
En otra parte del documental, Spears habla acerca de cómo usa el baile y la música para lidiar con el estrés de su vida y cómo le ayuda a lidiar con sus emociones. Dijo que para ella bailar es terapéutico. "Si estoy muy nerviosa, cuando empiezo a bailar todo eso se va y sólo siento emoción. Es como una montaña rusa", dice. "La gente piensa que cuando pasas por algo en tu vida, necesitas ir a terapia. Para mi, el arte es terapia porque es como si te expresaras de una manera espiritual." "A veces no necesitas palabras para experimentar lo que debes experimentar", continúa. "A veces es una emoción que tienes que sentir cuando bailas, que necesitas tocar. Y lo único que puede tocarla es cuando te mueves de una cierta manera."
En el documental Spears habla un poco de lo normal que es para ella la vida que lleva, a pesar de cuán loco esta pueda parecerles a las demás personas. "¿Que si sé que mi vida es extraña?", pregunta. "Es lo que siempre he sabido."

## Producción

### Desarrollo
Después de la aparición especial que Spears hizo en "How I Met Your Mother" a mediados del verano de 2008 muchos reportes informaron que Spears estaba preparando un nuevo reality show, debido a que muchos de sus amigos la grababan en todos los lugares donde se encontraba. Muchos informes, como los de TMZ afirmaron que el "nuevo reality show" se enfocaría en la vida de la cantante y en su regreso a la música. 
Spears fue vista filmando varios comerciales para promocionar los MTV Video Music Awards 2008 en compañía del actor inglés Russell Brand. El comercial fue estrenado el 10 de agosto de 2008, un mes antes de la ceremonia de premiaciones. La noche del 9 de octubre de 2008, MTV reportó que Spears iba a lanzar un documental a través de su canal en 30 de noviembre. Exactamente a las 7:50pm MTV colocó el tráiler oficial en su página web.
El concepto de producir un documental surgió de una conversación entre Spears con su mánager Larry Rudolph, donde la cantante expresó su interés de presentarse ella misma ante el público. Después de superar el "punto bajo" en su carrera, Spears "realmente quería ser capaz de contar su historia, hablar acerca de dónde ha estado, dónde está ahora y hacia dónde va", según Rudolph.
El 21 de noviembre de 2008, Rudolph, quien ha estado involucardo en el documental, dio una entrevista exclusiva a MTV. Él explicó cómo empezó el desarrollo del proyecto y cómo se involucró en el mismo. "Estaba muy comprometido con llevar a cabo el documental, así que vi el proceso. Fue muy interesante. Hicimos un acuerdo desde el principio donde todo el mundo acordó que no habría límites en esto. Íbamos a hacer un documental abierto y honesto y no íbamos a dejar sólo lo bueno a la vista." También comentó acerca de Britney Spears agregando: "Tu ves a Britney en una manera en la que no estás acostumbrado a verla. Ella es inteligente, es introspectiva, es honesta. Para el final del documental, entiendes quién es ella de una forma que nunca imaginaste. Rudolph explicó que For the Record es parte del plan para reintroducir a Britney como estrella del pop, en lugar de protagonista de los tabloides, traerla de regreso a los fans. Cuando se le preguntó acerca del rápido lanzamiento de Circus, solamente un año después de Blackout, dijo "No es que hubiese prisa. El álbum se completó de una forma natural. Y era el momento indicado para lanzarlo. Así que decidimos sacarlo en su cumpleaños y hacer de éste un regalo para ella y para todo el mundo.

### Grabación
Britney Spears se unió con el canal de cable americano MTV para realizar el documental. A diferencia de cualquier otro documental, "For The Record" fue grabado durante varios meses en el 2008. MTV y su equipo de producción utilizaron varias filmaciones antiguas en el documental, como su aparición en los MTV Video Music Awards 2008, junto a las filmaciones de 2 de sus videos musicales, "Circus" y "Womanizer". Las entrevistas realizadas por Spears fueron grabadas en distintas locaciones, incluyendo su casa, los sets de filmación de sus videos y locaciones desconocidas. De acuerdo a la producción; las principales grabaciones comenzaron el 5 de septiembre de 2008, 2 días antes de la aparición de Spears en los MTV Video Music Awards.

### Música
Para la primera emisión del tráiler, MTV utilizó el sencillo "Toxic" del álbum "In the Zone" y el primer sencillo de su sexto álbum de estudio "Womanizer". Para el resto de las promociones la producción utilizó las canciones más recientes de Spears, como "Out from under", "Kill the lights", "Unusual you" y "Phonography" de su sexto álbum de estudio Circus. Uno de los promocionales más destacable fue el tercero, en el cual se utilizó el segundo sencillo que da nombre al álbum: "Circus", cuyo instrumental fue utilizado en todos los promocionales. Durante la emisión del documental, se incluyeron también los instrumentales de la mayoría de las canciones del álbum "Circus", al igual que se mostraron las sesiones de grabación de canciones como: "Trouble", "Womanizer", "Circus", y "Quicksand". La música utilizada al final del documental es "Lower Your Eyelids and Die with the Sun" de la banda francesa M83 de su álbum "Before the Dawn Heals Us".

## Lanzamiento

### Promoción
Para la promoción del documental hubo muchas campañas no oficiales. Varias páginas de fanáticos colaboraron con la promoción al colocar imágenes y videos oficiales del documental. 
Una de las páginas oficiales de Britney, Britney.com, administrada por Jive Records también promovió el documental mostrando imágenes, videos y entrevistas exclusivas de la cantante. Su página oficial personal, Britneyspears.com también colaboró con la promoción. Esta página fue la primera en lanzar el tráiler promocional internacional, al igual que fue la primera en lanzar fotos exclusivas del documental. 
Para promover el documental, MTV lanzó distintos comerciales y promocionales. Entre ellos Britney The Collection, un especial hecho para promocionar Circus y el documental, donde se mostraron los mejores videos de Spears, los cuales fueron elegidos por sus fanáticos. Yahoo TV! lanzó un tráiler exclusivo del documental el domingo 23 de noviembre, una semana antes del estreno.

### Proyección
El 13 de noviembre de 2008, Britney.com anunció que Spears tendría una proyección especial del documental. La página web ofreció a los fanáticos la oportunidad de ganar boletos gratis a través de "1iota", sólo 200 boletos fueron dados. La proyección se llevó a cabo en Hollywood, California el jueves 20 de noviembre a las 11:45am. Para ganar los boletos los fanáticos debían suministrar información personal, como su color de cabello, estatura, color de ojos, etnia y la contextura de su cuerpo. A los fanes se les pidió estar vestidos a la moda y no llevar celulares o cámaras fotográficas al evento. El día de la proyección muchos fanáticos quedaron decepcionados. De acuerdo a la página web oficial de Spears, algunos fanáticos que ganaron boletos a través de "1iota" no pudieron ingresar al evento. Muchos se quejaron diciendo que recibieron correos electrónicos donde se les decía que les era permitido traer hasta tres amigos a la proyección. La página web de Spears se discúlpó con todos aquellos fanáticos que fueron al evento y no pudieron ingresar. MTV publicó un tráiler exclusivo de 2 minutos el 24 de noviembre de 2008.

### Emisión
Britney: For the Record se estrenó en 30 de noviembre de 2008 a través de MTV, dos días antes de su cumpleaños y del lanzamiento de su álbum Circus. La página web del canal dio un adelanto del documental el 8 de octubre. MTV tuvo dos especiales, uno antes y el otro después de la emisión del documental. MTV Tr3s emitirá una edición especial subtitulada al español para todos los televidentes de los Estados Unidos. En el Reino Unido, Britney: For the Record se estrenó exclusivamente en el canal Sky1 el primero de diciembre, fecha que coincidió con el lanzamiento del álbum en ese país. En Australia, Network Ten estrenó el documenntal el 2 de diciembre.
El documental fue estrenado en Francia en NT1 bajo el nombre de Britney Spears: La confession. Éste fue considerado un evento tan importante que se podía observar frecuentemente una cuenta regresiva en las pantallas de los televisores con los días y las horas faltantes para su estreno. Lo mismo se hizo en la página web del canal. El documental será traducido al francés totalmente y también se emitirán los episodios de How I Met Your Mother con la aparición especial de Spears doblados al francés.
En Latinoamérica el documental fue estrenado en Sony Entertainment Television el primero de diciembre de 2008.

### Fechas de lanzamiento
| - Estados Unidos: 30 de noviembre de 2008 - Reino Unido: 1 de diciembre de 2008 - Latinoamérica: 1 de diciembre de 2008 - Francia: 1 de diciembre de 2008 - Australia: 2 de diciembre de 2008 - Países Bajos: 3 de diciembre de 2008 - Noruega: 4 de diciembre de 2008 - Dinamarca: 6 de diciembre de 2008 | - Suiza: 6 de diciembre de 2008 - Israel: 9 de diciembre de 2008 - Bélgica: 10 de diciembre de 2008 - Japón: 10 de diciembre de 2008 - Italia: 26 de diciembre de 2008 - Alemania: 28 de diciembre de 2008 - España: 5 de enero de 2009 |

### Lanzamiento del DVD
El documental fue lanzado en formato DVD el martes, 7 de abril de 2009 en los Estados Unidos, vendiendo 3.095 copias durante su primera semana. En el Reino Unido, su lanzamiento fue el lunes primero de junio de 2009 a través de las tiendas HMV y para Australia el 28 de agosto de ese mismo año. El DVD contiene escenas no vistas durante la transmisión del documental en MTV, al igual que 6 remixes de los sencillos "Womanizer" y "Circus". La fecha de su lanzamiento fue anunciada en exclusiva por lá página oficial de la cantante.

### Detalles del DVD
El DVD incluye:
- Documental completo.
- Diferentes escenas no presentadas en la trasmisión original.
- 6 archivos con remixes de su álbum Circus de las canciones "Womanizer" y "Circus"
  - "Womanizer" (Kaskade Remix)
  - "Womanizer" (Benny Benassi Extended Remix)
  - "Womanizer" (Junior Club Remix)
  - "Circus" (Diplo Alt Clown Remix)
  - "Circus" (Tom Neville's Ringleader Remix)
  - "Circus" (Villains Remix)
- Su lanzamiento en Brasil, incluyó un sticker en lugar de las 6 canciones remezcladas.

## Respuestas

### Reacción Crítica
Las reacciones críticas hacia el documental fueron variadas.
El periódico californiano "Los Angeles Times" dio una respuesta positiva llamándolo "un documental imparable, Spears por fin puede dar su versión de las cosas sin que la callen. El periódico también se cuestiona, qué significa realmente la expresión "¿en qué demonios estaba pensando?". La revista "Newsday" dio una crítica mixta al decir: "Spears se abre al público, pero no nos dice todo". También dijeron: "el documental está muy bien dirigido y muy bien situado, pero no es suficiente, hay algo que hace falta, en general es bueno y cada fan lo disfrutará". MSNBC dio una crítica muy negativa, diciendo que Spears "no dio mucho a saber sobre su vida, la toma de sus decisiones o el por qué de sus errores", y que las respuestas de Spears fueron "vagas y ocasionalmente contradictorias". MSNBC concluyó que "Todo ese Britney: For the Record es el retrato de una mujer de 26 años cuya vida es distinta a la de cualquier persona de la misma edad, aunque ella quiera convencerse de que es lo contrario. El periódico australiano The age lo describió como: "nada más que un ansioso y flojo documental que muestra un regreso inestable".

### Reacción del público
La reacción del público hacia el documental fue positiva.
MTV le preguntó a los fanes en Nueva York y en Los Ángeles su opinión del documental. "Me hizo amarla aún más" dijo Shanna Birnbaum de 23 años a MTV News. "Creo que fue muy honesta. Realmente nos mostró como ella es. Le demostró a la gente y a las jóvenes que de verdad se puede superar cualquier obstáculo." Stacey Medura también estuvo de acuerdo con el comentario anterior agregando que For the Record humanizó la estrella del pop. "Es más fácil de entender lo que siente", dijo Medura. "Su opinión importa más que nada. Creo que ocultó mucho (en el documental)."
Algunos dijeron que esta oportunidad de ver la vida de Spears fue inspirador. "Realmente ahora le he ganado más respeto", dijo Derek "Creo que esta es la primera vez desde que llegó a los escenarios hace 10 años que ella ha hablado con el corazón...Para ser honesto, creo que esto es lo que los fans y las otras personas han querido ver de ella desde hace tiempo. Su honestidad le puede ayudar a otras personas que tal vez estén pasando por su misma situación, como lidiar con una batalla por custodia, por ejemplo."

### Índices de audiencia
MTV reportó que For the Record obtuvo la mayor cantidad de televidentes en el horario de los domingos, con un promedio de 3.7 millones de personas y combinado con su repetición, acumuló una audiencia de 5.6 millones en total. El documental recibió 3 veces más la cantidad de televidentes que reciben varios programas de MTV que se emiten en ese mismo horario, incluyendo su famosa serie "The Hills".
En el Reino Unido el documental recibió 391.000 televidentes y el 1.8% de cuota. Además, obtuvo el 4.5% de la audiencia entre los 16 a los 34 años y el 5.1% de las mujeres entre los 16 a los 34 años. Después de la repetición de Doctor Who en BBC, Britney: For the Record fue el programa más visto por cable la noche del primero de diciembre de 2008.
De acuerdo a Televisa, en México el documental ocupó el primer lugar de audiencia durante dos noches seguidas. La noche del estreno, el documental fue visto por más de 2.3 millones de personas y en la segunda noche por más de 2 millones, totalizando 4.3 millones de televidentes en dos emisiones. El documental le ganó en rating durante su emisión del día domingo a la serie Desperate Housewives por una diferencia de más de 1.2 millones de personas.